# Лесной (Кемеровская область)
Лесно́й — посёлок в Гурьевском районе Кемеровской области. Входит в состав Раздольного сельского поселения.

## География
Центральная часть населённого пункта расположена на высоте 339 метров над уровнем моря.

## История
В 1964 г. Указом Президиума ВС РСФСР посёлок фермы № 3 совхоза «Гурьевский» переименован в Лесной.

## Население
| 2010 |
| ---- |
| 283  |

По данным Всероссийской переписи населения 2010 года, в посёлке Лесной проживает 283 человека (133 мужчины, 150 женщин).